# Doujaïl
Doujaïl ou Ad-Dujayl (en arabe : الدجيل) est une ville irakienne située à 60 km au nord de Bagdad. Sa population est d'environ 100 000 habitants, majoritairement arabes chiites duodécimains. 
Le 8 juillet 1982, Saddam Hussein, président de l'Irak à l'époque, est victime d'une tentative d'assassinat à Doujaïl par le Parti islamique Dawa opposé à la guerre Iran-Irak. En réponse, Saddam Hussein ordonne l'emprisonnement et la torture de 1 500 personnes en plus de 148 exécutions sommaires,.
Le 5 novembre 2006, Saddam Hussein est condamné à mort par pendaison pour crime contre l'humanité à la suite de ce massacre en 1982. Il a été pendu le 30 décembre 2006.